# President del Consell d'Estat de Luxemburg
El President del Consell d'Estat de Luxemburg és el màxim representant del Consell d'Estat de Luxemburg.
El Gran Duc és l'encarregat d'escollir la presidència, així com les dues vicepresidències, i el mandat s'exhaureix en un any, tot i que pot ser renovat tantes vegades com es vulgui. El President del Consell d'Estat ha de ser obligatòriament un membre del Consell d'Estat o el Gran Duc mateix. No obstant això, avui dia, la darrera opció mai s'ha pres en consideració, i consuetudinàriament s'ha acordat que el Gran Duc mai sigui President.
Vegeu que, a vegades, la plaça s'ha deixat vacant, de manera que poques successions han estat immediates.
| President                              | Principi               | Fi                     |
| -------------------------------------- | ---------------------- | ---------------------- |
| Gaspard-Théodore-Ignace de la Fontaine | 28 de novembre de 1857 | 10 d'abril de 1868     |
| Charles-Mathias Simons                 | 5 de gener de 1869     | 5 de gener de 1870     |
| François-Xavier Wurth-Paquet           | 16 de febrer de 1870   | 16 de febrer de 1871   |
| Vendelin Jurion                        | 15 de març de 1871     | 15 de març de 1872     |
| Édouard Thilges (primer mandat)        | 25 de juliol de 1872   | 29 de juliol de 1874   |
| Emmanuel Servais                       | 27 de desembre de 1874 | 8 de novembre de 1887  |
| Henri Vannérus (primer mandat)         | 15 de febrer de 1888   | 15 de febrer de 1889   |
| Édouard Thilges (segon mandat)         | 15 de febrer de 1889   | 23 de maig de 1895     |
| Henri Vannérus (segon mandat)          | 23 de maig de 1895     | 28 de desembre de 1914 |
| Victor Thorn (primer mandat)           | 28 de desembre de 1914 | 3 de març de 1915      |
| Victor Thorn (segon mandat)            | 6 de novembre de 1915  | 24 de febrer de 1916   |
| Mathias Mongenast                      | 1 d'abril de 1916      | 19 de juny de 1917     |
| Victor Thorn (tercer mandat)           | 19 de juny de 1917     | 15 de setembre de 1930 |
| Joseph Steichen                        | 27 de febrer de 1931   | 20 de febrer de 1932   |
| Ernest Hamélius                        | 10 de juny de 1932     | 16 de novembre de 1945 |
| Léon Kauffman                          | 14 de desembre de 1945 | 14 de febrer de 1952   |
| Félix Welter                           | 14 de febrer de 1952   | 30 de juny de 1969     |
| Maurice Sevenig                        | 1 de juliol de 1969    | 26 de juny de 1975     |
| Emile Raus                             | 26 de juny de 1975     | 25 de juny de 1976     |
| Albert Goldmann                        | 26 de juny de 1976     | 4 de desembre de 1976  |
| Ferdinand Wirtgen                      | 20 de desembre de 1976 | 30 de setembre de 1978 |
| Roger Maul                             | 1 d'octubre de 1978    | 16 de setembre de 1979 |
| Alex Bonn                              | 21 de setembre de 1979 | 18 de juny de 1980     |
| François Goerens                       | 20 de juny de 1980     | 2 d'agost de 1987      |
| Ernest Arendt                          | 6 d'agost de 1987      | 6 d'agost de 1988      |
| Georges Thorn                          | 6 d'agost de 1988      | 30 d'octubre 1991      |
| Jean Dupong                            | 1 de novembre de 1991  | 18 de maig de 1994     |
| Paul Beghin                            | 19 de maig de 1994     | 31 de desembre de 1999 |
| Raymond Kirsch                         | 14 de gener de 2000    | 13 de gener de 2001    |
| Marcel Sauber                          | 15 de gener de 2001    | 11 de març de 2003     |
| Pierre Mores                           | 29 d'abril de 2003     | 30 de setembre de 2007 |
| Alain Meyer                            | 30 de setembre de 2007 | 30 de setembre de 2009 |
| Georges Schroeder                      | 30 de setembre de 2009 | 6 de juny de 2012      |
| Victor Gillen                          | 7 d'agost de 2012      | 20 de desembre de 2014 |
| Viviane Ecker                          | 23 de desembre de 2014 | 28 de març de 2016     |
| Georges Wivenes                        | 30 de març de 2016     | 31 de març de 2019     |
| Agnès Durdu                            | 1 d'abril de 2019      | actualitat             |